# Bahnhof Tanigumi
Der Bahnhof Tanigumi (jap. 谷汲駅, Tanigumi-eki) war ein Bahnhof auf der japanischen Insel Honshū. Er wurde von der Bahngesellschaft Meitetsu (Nagoya Tetsudō) betrieben und befand sich in der Präfektur Gifu auf dem Gebiet der Gemeinde Ibigawa.

## Beschreibung
Der ehemalige Bahnhof ist in gutem Zustand erhalten geblieben und steht am nördlichen Rand des Dorfes Tanigumi im Kanse-Tal. Etwas mehr als ein Kilometer in nördlicher Richtung befindet sich die bedeutende buddhistische Tempelanlage Kegon-ji, die 33. und letzte Station am Saigoku-Pilgerweg. Der ebenerdige, von Osten nach Westen ausgerichtete Kopfbahnhof am Ende der nicht mehr existierenden Meitetsu Tanigumi-Linie umfasst zwei Gleise an einem überdachten Mittelbahnsteig. Auf den Gleisen werden zwei Triebwagen der Baureihen Mo 510 und Mo 750 dauerhaft ausgestellt. An den Querbahnsteig angebaut ist das ehemalige Empfangsgebäude, der heute das Tanigumi-Insektenmuseum beherbergt. Der frühere Warteraum enthält eine kleine Ausstellung über die Bahnstrecke.

## Bilder

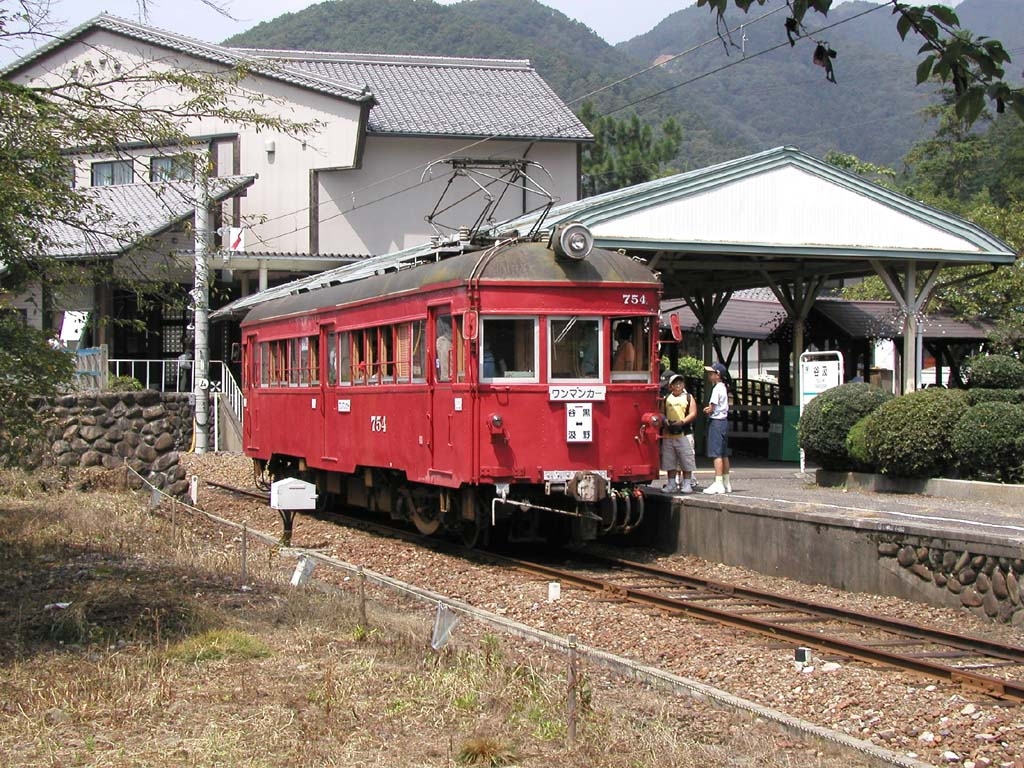
Bahnsteig mit Triebwagen der Baureihe Mo 750
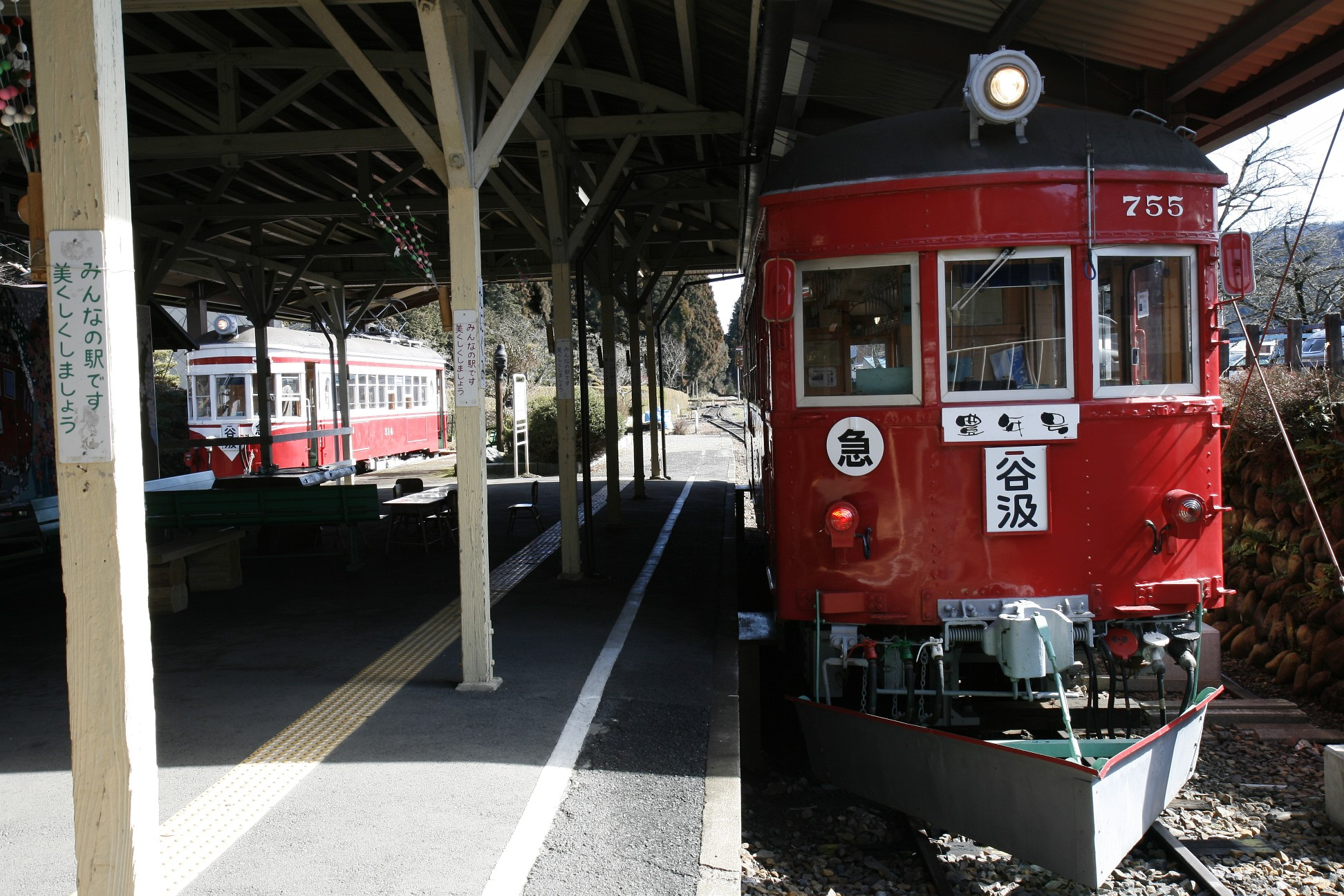
Abgestellte Triebwagen
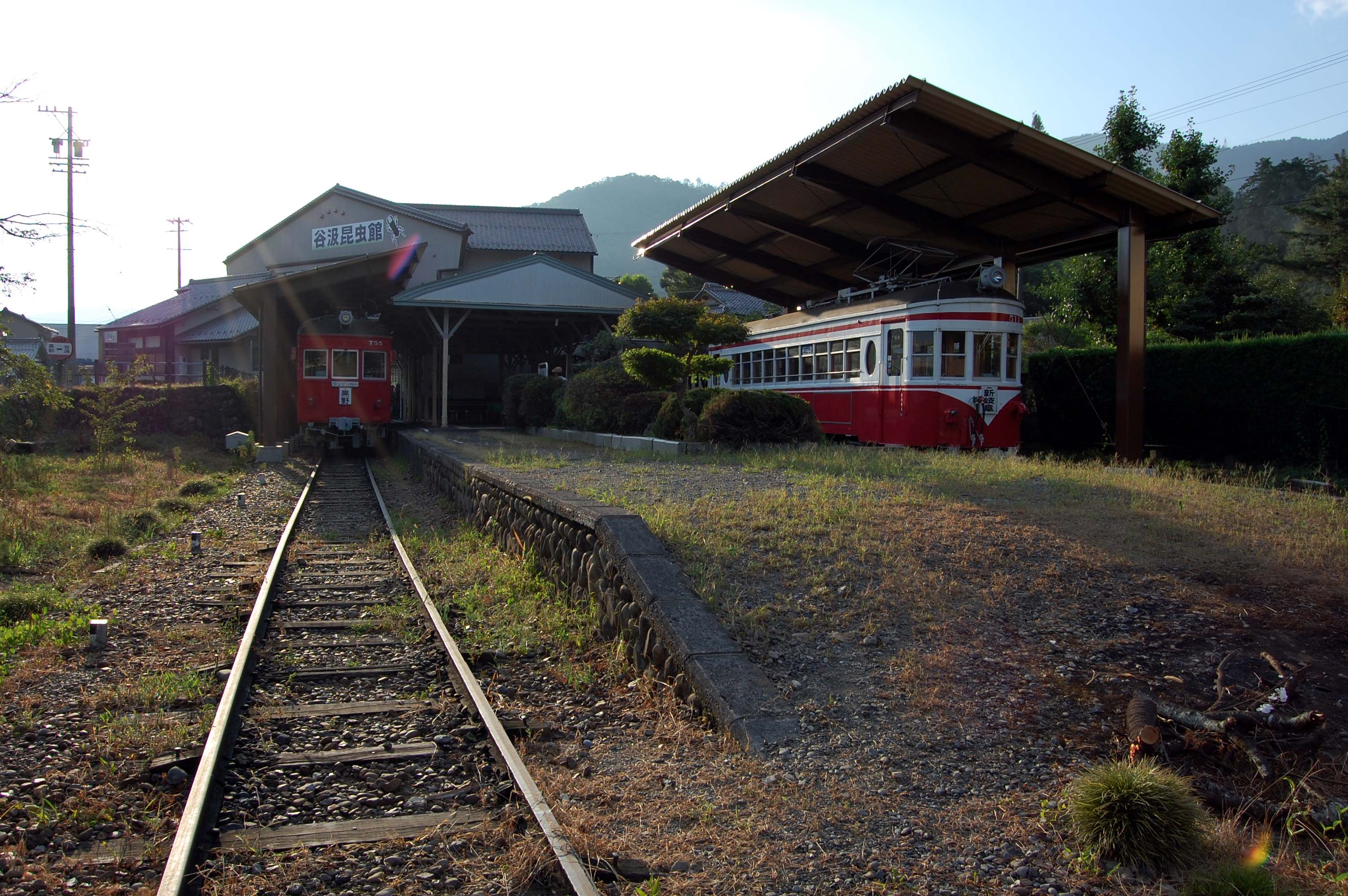
Ansicht des Bahnsteigs
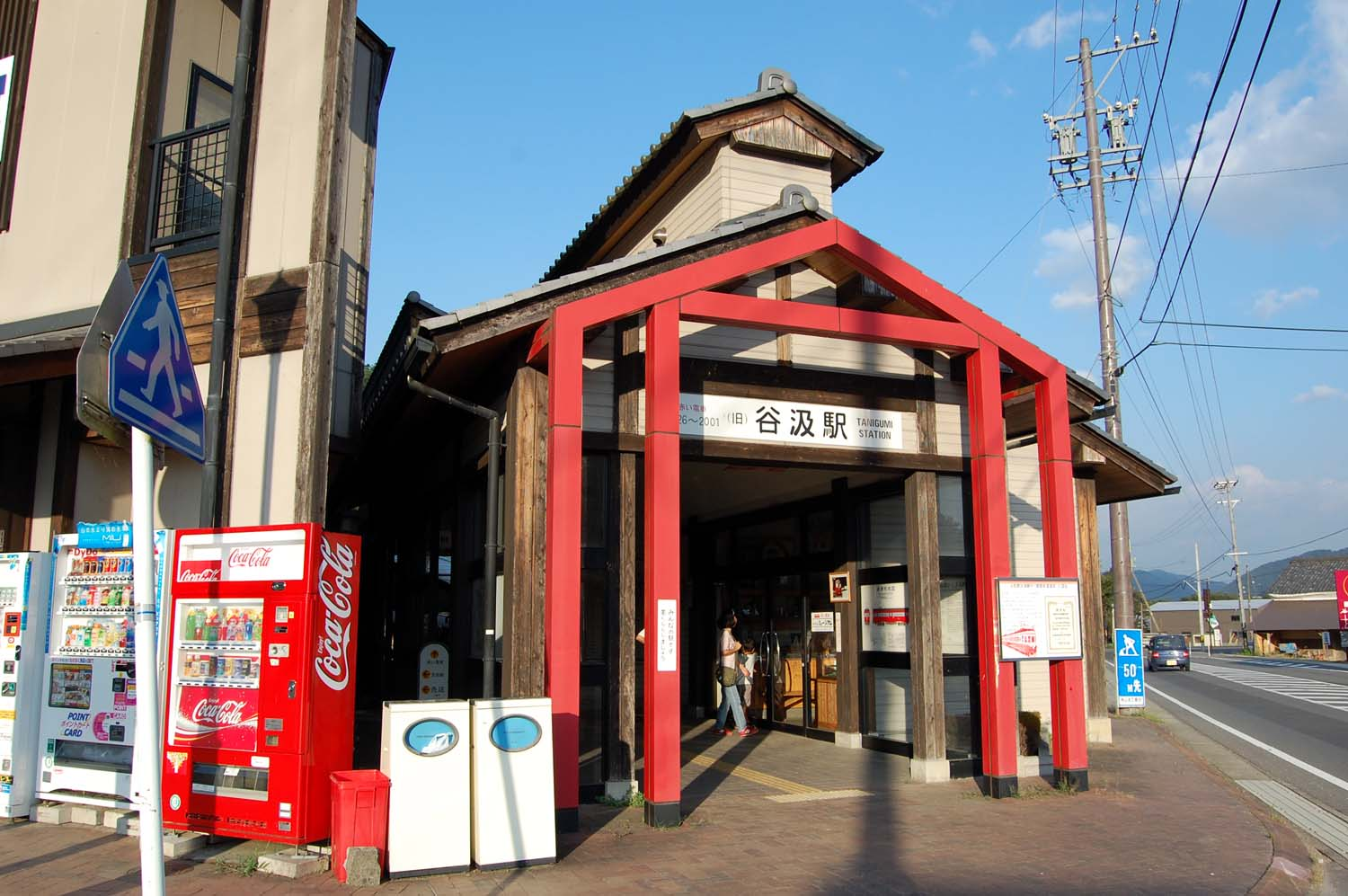
Eingangsbereich

## Geschichte
Nach der Inbetriebnahme des ersten Abschnitts der Ibi-Linie im Jahr 1914 entstand der Wunsch, eine daran anschließende Bahnstrecke nach Tanigumi zu errichten. Am 6. April 1926 eröffnete die Bahngesellschaft Tanigumi Tetsudō die in Kurono beginnende Tanigumi-Linie auf ihrer ganzen Länge. Vom 1. September desselben Jahres an bestanden durchgehende Verbindungen nach Chūsetsu am Stadtrand von Gifu. 1944 ging die Strecke in den Besitz der Meitetsu über. Besonders gut frequentiert war der Bahnhof an wichtigen buddhistischen Feiertagen, wenn Pilger und Zuschauer zum Kegon-ji reisten. Zwar war er seit 1985 üblicherweise nicht mit Personal besetzt, doch machte die Meitetsu immer wieder Ausnahmen, um den Andrang zu bewältigen.
Anlässlich des 70-jährigen Bestehens der Bahnstrecke wurde das Empfangsgebäude mit Unterstützung der Dorfbevölkerung durch einen modernen Neubau ersetzt, bei Baukosten von rund 200 Millionen Yen. Es öffnete seine Tore am 26. Oktober 1996, zusammen mit dem dort eingerichteten Tanigumi-Insektenmuseum. Doch nur fünf Jahre später legte die Meitetsu die gesamte Tanigumi-Linie am 1. Oktober 2001 still. Aufgrund der Präsenz des Museums blieb der Bahnhof weitgehend erhalten. 2002 und 2006 wurde je ein Triebwagen hierhergebracht, um dauerhaft ausgestellt zu werden; ein lokaler Verein kümmert sich um den Unterhalt.